# Raïon de Dolinsk
Le raïon de Dolinsk (russe : Долинский район) est l'une des dix-sept subdivisions administratives (raïons) de l'oblast de Sakhaline, à l'est de la Russie. En tant que division municipale, il est intégré à l'okroug urbain de Dolinsk. Il est situé au sud-est de l'oblast. Sa superficie est de 2 441,6 km2. Son centre administratif est la ville de Dolinsk. La population du raïon (en excluant le centre administratif) était de 13 699 (2010); 15 649 (2002) 22 484 (1989).